# Rottendorf
Rottendorf település Németországban, azon belül Bajorországban. Lakosainak száma 5496 fő (2023. december 31.).

## Népesség
A település népessége az elmúlt években az alábbi módon változott:
| Lakosok száma | 1002 | 2866 | 4382 | 4286 | 5322 | 5288 | 5335 | 5341 | 5380 | 5496 |
|               | 1875 | 1950 | 1975 | 1987 | 2012 | 2014 | 2016 | 2017 | 2021 | 2023 |